# ویجی مالیا
ویجی ویتال مالیا (زاده ۱۸ دسامبر ۱۹۵۵) تاجر هندی، سیاستمدار سابق و فراری است. دولت هند سالهاست که تلاش برای استرداد او از بریتانیا را دارد تا او را با اتهامات جنایات مالی در هند روبرو کند.
مالیا که فرزند تاجر هندی ویتال مالیا که در تجارت نوشیدنی‌های الکلی نیز فعالیت می‌کرد، رئیس سابق یونایتد اسپریتس، بزرگ‌ترین شرکت تولید الکل در هند است و همچنان به عنوان رئیس گروه یونایتد بریوریز، (شرکت خوشه‌ای هندی) در فعالیت‌هایی مانند مشروبات الکلی، زیرساخت‌های ترابری هوایی، املاک و مستغلات و نیز کود، شرکت می‌کند او بیش از بیست سال رئیس شعبه هند شرکت سانوفی (که پیشتر با نام‌های هوکست و آونتیس شناخته می‌شد)، شعبه هند بایر و چندین شرکت دیگر بوده‌است. مالیا همچنین بنیانگذار و مالک پیشین ایرلاین منحل‌شده کینگ‌فیشر ایرلاینز و نیز مالک پیشین تیم فرمول‌یک فورس ایندیا قبل از ورشکستگی آن بود. او همچنین مالک پیشین تیم کریکت رویال چلنجرز بنگالور است.